# Partido Radical (França)
O Partido Republicano, Radical e Radical-Socialista (em francês Parti républicain, radical et radical-socialiste), geralmente referido como Partido Radical ou Partido Radical-Socialista é o mais antigo partido político francês ativo. Fundado em 1901, suas raízes remontam aos grupos "radicais" do século XIX. Foi importante durante grande parte da Terceira República  (1870-1940), perdendo gradualmente sua influência a partir dos anos 1930 e durante a Quarta República (1946–1958) a Quinta República Francesa  (a partir de 1958).

## História
O primeiro partido radical francês foi ativo na Revolução de 1848. Em 1870, a ala mais reformista do Partido Republicano, liderada por Georges Clemenceau e outros, ficou conhecida como radical. O partido teve um papel importante nos governos do fim do século XIX e início do século XX.
No início da III República, os radicais situavam-se muito à esquerda dos republicanos moderados (também chamados "oportunistas"), assim como dos ralliés (católicos que aderiram à República, embora fossem monarquistas), dos orleanistas, bonapartistas ou legitimistas. Com o surgimento dos socialistas, em 1905, os radicais passam a ocupar uma posição central e predominante no espectro político francês. Na década de 1930, porém, os radicais começam a perder terreno. Apesar de obterem o controle do governo nas eleições de 1932, o Partido Socialista ganhou no voto popular. Em 1936 os radicais participaram da uma coligação do governo socialista da Frente Popular de Léon Blum.
Republicano, muito ligado à propriedade privada e à laicidade, tornou-se um partido de centro, sem uma ideologia ou estrutura rígida e que podia se aliar tanto aos socialistas ou aos conservadores segundo as circunstâncias.
Após a Segunda Guerra Mundial  a popularidade dos radicais caiu ainda mais. Nos anos 1940 e início dos anos 1950, eles formaram, com outros grupos, o Rassemblement des Gauches Républicaines (RGR, "Assembleia dos Republicanos Esquerdistas"), que nunca ganhou mais de 11% dos votos nas eleições legislativas. Até 1958, entretanto, os radicais desempenharam papéis desproporcionalmente importantes nos governos da IV República, pois a fragmentação partidária na Assembleia Nacional acabou por beneficiar os radicais de centro.
Sob a Quinta República do general Charles de Gaulle, fundada em 1958, os radicais continuaram a perder votos. No entanto mantinham  postos políticos estratégicos. Em 1965, apoiaram François Mitterrand, candidato presidencial derrotado da esquerda, apoiado pela Fédération de la Gauche Démocrate et Socialiste (Federação da Esquerda Socialista e Democrática). A partir daí, os radicais participaram de várias coligações de centro, de centro-esquerda e centro-direita. Em 1971, a ala esquerda dos radicais separou-se e formou o Partido Radical de Esquerda para entrar numa aliança com o Partido Socialista e o Partido Comunista Francês. A partir daqui, o Partido Radical tornou-se alinhado com o centro-direita francês, com especial destaque para a União pela Democracia Francesa.
Em dezembro de 2017, após mais de 30 anos de divisão, o Partido Radical e o Partido Radical de Esquerda anunciaram que se iriam voltar a fundir num partido só: Movimento Radical. No entanto, a união entre radicais duraria pouco mais de quatro anos e, em 2021 o Partido Radical anunciou o seu regresso como partido político independente. Atualmente, os radicais fazem parte da coligação Juntos do presidente francês Emmanuel Macron.

## Resultados eleitorais

### Eleições presidenciais
| Data | Candidato apoiado        | 1ª Volta | 1ª Volta   | 1ª Volta       | 2ª Volta | 2ª Volta   | 2ª Volta       |
| Data | Candidato apoiado        | CI.      | Votos      | %              | CI.      | Votos      | %              |
| ---- | ------------------------ | -------- | ---------- | -------------- | -------- | ---------- | -------------- |
| 1965 | François Mitterrand      | 2.º      | 7 694 005  | 31,72 / 100,00 | 2.º      | 10 619 735 | 44,80 / 100,00 |
| 1969 | Alain Poher              | 2.º      | 5 268 613  | 23,31 / 100,00 | 2.º      | 7 943 118  | 41,79 / 100,00 |
| 1974 | Valéry Giscard d'Estaing | 2.º      | 8 326 774  | 32,60 / 100,00 | 1.º      | 13 396 203 | 50,81 / 100,00 |
| 1981 | Valéry Giscard d'Estaing | 1.º      | 8 222 432  | 28,32 / 100,00 | 2.º      | 14 642 306 | 48,24 / 100,00 |
| 1988 | Raymond Barre            | 3.º      | 5 031 849  | 16,55 / 100,00 |          |            |                |
| 1995 | Édouard Balladur         | 3.º      | 5 658 796  | 18,58 / 100,00 |          |            |                |
| 2002 | Jacques Chirac           | 1.º      | 5 665 855  | 19,88 / 100,00 | 1.º      | 25 537 956 | 82,21 / 100,00 |
| 2007 | Nicolas Sarkozy          | 1.º      | 11 448 663 | 31,18 / 100,00 | 1.º      | 18 983 138 | 53,06 / 100,00 |
| 2012 | Nicolas Sarkozy          | 2.º      | 9 753 629  | 27,18 / 100,00 | 2.º      | 16 860 685 | 48,36 / 100,00 |
| 2017 | François Fillon          | 3.º      | 7 212 995  | 20,01 / 100,00 |          |            |                |
| 2022 | Emmanuel Macron          | 1.º      | 9 783 058  | 27,85 / 100,00 | 1.º      | 18 768 639 | 58,55 / 100,00 |

### Eleições legislativas
| Data    | 1.ª Volta                                      | 1.ª Volta                                      | 1.ª Volta                                      | 1.ª Volta                                      | 2.ª Volta                                      | 2.ª Volta                                      | 2.ª Volta                                      | 2.ª Volta                                      | Deputados | +/- | Status   |
| Data    | CI.                                            | Votos                                          | %                                              | +/-                                            | CI.                                            | Votos                                          | %                                              | +/-                                            | Deputados | +/- | Status   |
| ------- | ---------------------------------------------- | ---------------------------------------------- | ---------------------------------------------- | ---------------------------------------------- | ---------------------------------------------- | ---------------------------------------------- | ---------------------------------------------- | ---------------------------------------------- | --------- | --- | -------- |
| 1902    | 2.º                                            | 853 140                                        | 10,14 / 100,00                                 |                                                |                                                |                                                |                                                |                                                | 104 / 589 |     | Governo  |
| 1906    | 2.º                                            | 2 514 508                                      | 28,53 / 100,00                                 | 16,39                                          | 132 / 585                                      | 28                                             | Governo                                        |                                                |           |     |          |
| 1910    | 1.º                                            | 1 727 064                                      | 20,45 / 100,00                                 | 8,08                                           | 148 / 587                                      | 16                                             | Governo                                        |                                                |           |     |          |
| 1914    | 2.º                                            | 1 530 188                                      | 18,15 / 100,00                                 | 2,30                                           | 140 / 592                                      | 8                                              | Governo                                        |                                                |           |     |          |
| 1919    | 3.º                                            | 1 420 381                                      | 17,43 / 100,00                                 | 0,72                                           | 106 / 616                                      | 34                                             | Oposição                                       |                                                |           |     |          |
| 1924    | 3.º                                            | 1 612 581                                      | 17,86 / 100,00                                 | 0,43                                           | 162 / 574                                      | 56                                             | Governo                                        |                                                |           |     |          |
| 1928    | 4.º                                            | 1 682 543                                      | 17,77 / 100,00                                 | 0,09                                           | 120 / 602                                      | 42                                             | Oposição                                       |                                                |           |     |          |
| 1932    | 2.º                                            | 1 836 991                                      | 19,18 / 100,00                                 | 1,41                                           | 160 / 607                                      | 40                                             | Governo                                        |                                                |           |     |          |
| 1936    | 5.º                                            | 1 422 611                                      | 14,45 / 100,00                                 | 4,73                                           | 110 / 610                                      | 50                                             | Governo                                        |                                                |           |     |          |
| 1945    | 5.º                                            | 2 018 665                                      | 10,54 / 100,00                                 | 3,91                                           | 60 / 586                                       | 50                                             | Oposição                                       |                                                |           |     |          |
| 06/1946 | 5.º                                            | 2 299 963                                      | 11,61 / 100,00                                 | 1,07                                           | 52 / 586                                       | 8                                              | Oposição                                       |                                                |           |     |          |
| 11/1946 | 5.º                                            | 2 136 152                                      | 11,12 / 100,00                                 | 0,49                                           | 69 / 627                                       | 17                                             | Oposição                                       |                                                |           |     |          |
| 1951    | 6.º                                            | 1 887 583                                      | 11,13 / 100,00                                 | 0,01                                           | 74 / 626                                       | 5                                              | Governo                                        |                                                |           |     |          |
| 1956    | 5.º                                            | 2 389 163                                      | 10,99 / 100,00                                 | 0,14                                           | 58 / 594                                       | 16                                             | Governo                                        |                                                |           |     |          |
| 1958    | 7.º                                            | 1 700 070                                      | 8,30 / 100,00                                  | 2,69                                           | 7.º                                            | 1 059 301                                      | 5,60 / 100,00                                  |                                                | 35 / 576  | 23  | Governo  |
| 1962    | 5.º                                            | 1 429 649                                      | 7,79 / 100,00                                  | 0,51                                           | 4.º                                            | 1 172 711                                      | 7,68 / 100,00                                  | 2,08                                           | 44 / 491  | 9   | Oposição |
| 1967    | Federação da Esquerda Democrática e Socialista | Federação da Esquerda Democrática e Socialista | Federação da Esquerda Democrática e Socialista | Federação da Esquerda Democrática e Socialista | Federação da Esquerda Democrática e Socialista | Federação da Esquerda Democrática e Socialista | Federação da Esquerda Democrática e Socialista | Federação da Esquerda Democrática e Socialista | 24 / 487  | 20  | Oposição |
| 1968    | Federação da Esquerda Democrática e Socialista | Federação da Esquerda Democrática e Socialista | Federação da Esquerda Democrática e Socialista | Federação da Esquerda Democrática e Socialista | Federação da Esquerda Democrática e Socialista | Federação da Esquerda Democrática e Socialista | Federação da Esquerda Democrática e Socialista | Federação da Esquerda Democrática e Socialista | 15 / 487  | 9   | Oposição |
| 1973    | Movimento Reformista                           | Movimento Reformista                           | Movimento Reformista                           | Movimento Reformista                           | Movimento Reformista                           | Movimento Reformista                           | Movimento Reformista                           | Movimento Reformista                           | 4 / 490   | 11  | Governo  |
| 1978    | União pela Democracia Francesa                 | União pela Democracia Francesa                 | União pela Democracia Francesa                 | União pela Democracia Francesa                 | União pela Democracia Francesa                 | União pela Democracia Francesa                 | União pela Democracia Francesa                 | União pela Democracia Francesa                 | 9 / 491   | 5   | Governo  |
| 1981    | União pela Democracia Francesa                 | União pela Democracia Francesa                 | União pela Democracia Francesa                 | União pela Democracia Francesa                 | União pela Democracia Francesa                 | União pela Democracia Francesa                 | União pela Democracia Francesa                 | União pela Democracia Francesa                 | 2 / 491   | 7   | Oposição |
| 1986    | União pela Democracia Francesa                 | União pela Democracia Francesa                 | União pela Democracia Francesa                 | União pela Democracia Francesa                 | União pela Democracia Francesa                 | União pela Democracia Francesa                 | União pela Democracia Francesa                 | União pela Democracia Francesa                 | 7 / 577   | 5   | Governo  |
| 1988    | União pela Democracia Francesa                 | União pela Democracia Francesa                 | União pela Democracia Francesa                 | União pela Democracia Francesa                 | União pela Democracia Francesa                 | União pela Democracia Francesa                 | União pela Democracia Francesa                 | União pela Democracia Francesa                 | 3 / 577   | 4   | Oposição |
| 1993    | União pela Democracia Francesa                 | União pela Democracia Francesa                 | União pela Democracia Francesa                 | União pela Democracia Francesa                 | União pela Democracia Francesa                 | União pela Democracia Francesa                 | União pela Democracia Francesa                 | União pela Democracia Francesa                 | 14 / 577  | 11  | Governo  |
| 1997    | União pela Democracia Francesa                 | União pela Democracia Francesa                 | União pela Democracia Francesa                 | União pela Democracia Francesa                 | União pela Democracia Francesa                 | União pela Democracia Francesa                 | União pela Democracia Francesa                 | União pela Democracia Francesa                 | 3 / 577   | 11  | Oposição |
| 2002    | União por um Movimento Popular                 | União por um Movimento Popular                 | União por um Movimento Popular                 | União por um Movimento Popular                 | União por um Movimento Popular                 | União por um Movimento Popular                 | União por um Movimento Popular                 | União por um Movimento Popular                 | 9 / 577   | 6   | Governo  |
| 2007    | União por um Movimento Popular                 | União por um Movimento Popular                 | União por um Movimento Popular                 | União por um Movimento Popular                 | União por um Movimento Popular                 | União por um Movimento Popular                 | União por um Movimento Popular                 | União por um Movimento Popular                 | 16 / 577  | 7   | Governo  |
| 2012    | 11.º                                           | 321 124                                        | 1,24 / 100,00                                  |                                                | 9.º                                            | 311 199                                        | 1,35 / 100,00                                  |                                                | 6 / 577   | 10  | Oposição |
| 2017    | União dos Democratas e Independentes           | União dos Democratas e Independentes           | União dos Democratas e Independentes           | União dos Democratas e Independentes           | União dos Democratas e Independentes           | União dos Democratas e Independentes           | União dos Democratas e Independentes           | União dos Democratas e Independentes           | 3 / 577   | 3   | Governo  |
| 2022    | Juntos                                         | Juntos                                         | Juntos                                         | Juntos                                         | Juntos                                         | Juntos                                         | Juntos                                         | Juntos                                         | 5 / 577   | 2   | Governo  |
| 2024    | Juntos                                         | Juntos                                         | Juntos                                         | Juntos                                         | Juntos                                         | Juntos                                         | Juntos                                         | Juntos                                         | 1 / 577   | 4   | Governo  |

### Eleições europeias
| Data | CI.                                  | Votos                                | %                                    | +/-                                  | Deputados | +/-     |
| ---- | ------------------------------------ | ------------------------------------ | ------------------------------------ | ------------------------------------ | --------- | ------- |
| 1979 | União pela Democracia Francesa       | União pela Democracia Francesa       | União pela Democracia Francesa       | União pela Democracia Francesa       | 3 / 81    |         |
| 1984 | União pela Democracia Francesa       | União pela Democracia Francesa       | União pela Democracia Francesa       | União pela Democracia Francesa       | 2 / 81    | 1       |
| 1989 | União pela Democracia Francesa       | União pela Democracia Francesa       | União pela Democracia Francesa       | União pela Democracia Francesa       | 2 / 81    | Estável |
| 1994 | União pela Democracia Francesa       | União pela Democracia Francesa       | União pela Democracia Francesa       | União pela Democracia Francesa       | 1 / 87    | 1       |
| 1999 | União pela Democracia Francesa       | União pela Democracia Francesa       | União pela Democracia Francesa       | União pela Democracia Francesa       | 1 / 87    | Estável |
| 2004 | União por um Movimento Popular       | União por um Movimento Popular       | União por um Movimento Popular       | União por um Movimento Popular       | 1 / 78    | Estável |
| 2009 | União por um Movimento Popular       | União por um Movimento Popular       | União por um Movimento Popular       | União por um Movimento Popular       | 3 / 72    | 2       |
| 2014 | União dos Democratas e Independentes | União dos Democratas e Independentes | União dos Democratas e Independentes | União dos Democratas e Independentes | 1 / 74    | 2       |
| 2019 | Movimento Radical                    | Movimento Radical                    | Movimento Radical                    | Movimento Radical                    | 1 / 74    | Estável |
| 2024 | Juntos                               | Juntos                               | Juntos                               | Juntos                               | 2 / 81    | 1       |